# Granat Oramil P-31
Oramil P-31 – współczesny, hiszpański granat uniwersalny. Może być używany jako granat obronny, zaczepny oraz nasadkowy.
Granat P-31 ma cylindryczny korpus wykonany z tworzywa sztucznego. W wersji granatu obronnego nakłada się na niego tuleję odłamkową. Do granatu można dokręcić ogon ze stabilizatorami i użyć jako granatu nasadkowego.